# 1-Phenyl-1,2-ethandiol
1-Phenyl-1,2-ethandiol ist eine chemische Verbindung aus der Gruppe der Diole. 

## Isomere
1-Phenyl-1,2-ethandiol enthält in der 1-Position ein Stereozentrum, es existieren also zwei Enantiomere,
(R)-1-Phenyl-1,2-ethandiol und (S)-1-Phenyl-1,2-ethandiol.
Wenn in diesem Artikel oder an anderen Stellen von „1-Phenyl-1,2-ethandiol“ ohne irgendwelche Namenszusätze die Rede ist, meint man das 1:1-Gemisch von (R)-1-Phenyl-1,2-ethandiol und (S)-1-Phenyl-1,2-ethandiol, also das Racemat (RS)-1-Phenyl-1,2-ethandiol.
| Isomere von 1-Phenyl-1,2-ethandiol |                                               |                                               |
| Name                               | (S)-1-Phenyl-1,2-ethandiol                    | (R)-1-Phenyl-1,2-ethandiol                    |
| Andere Namen                       | –                                             | –                                             |
| Strukturformel                     | Strukturformel von (S)-1-Phenyl-1,2-ethandiol | Strukturformel von (R)-1-Phenyl-1,2-ethandiol |
| CAS-Nummer                         | 25779-13-9                                    | 16355-00-3                                    |
| CAS-Nummer                         | 93-56-1 (Racemat)                             |                                               |
| EG-Nummer                          | –                                             | 640-490-9                                     |
| EG-Nummer                          | 202-258-1 (Racemat)                           |                                               |
| ECHA-Infocard                      | –                                             | 100.168.263                                   |
| ECHA-Infocard                      | 100.002.054 (Racemat)                         |                                               |
| PubChem                            | 643312                                        | 2724621                                       |
| PubChem                            | 7149 (Racemat)                                |                                               |
| Wikidata                           | Q27270578                                     | Q27254904                                     |
| Wikidata                           | Q26841299 (Racemat)                           |                                               |

## Gewinnung und Darstellung
1-Phenyl-1,2-ethandiol kann durch biotechnologische Verfahren gewonnen werden.

## Eigenschaften
1-Phenyl-1,2-ethandiol ist ein farbloser Feststoff, der mischbar mit Wasser ist.

## Verwendung
1-Phenyl-1,2-ethandiol wird als Zwischenprodukt zur Herstellung von Arzneistoffen und anderen Chemikalien verwendet.